# Auditorio de Tenerife
Auditorio de Tenerife "Adán Martín", indtil januar 2011 Auditorio de Tenerife, er et operahus beliggende i den spanske by Santa Cruz de Tenerife, og er blandt de mest særprægede og berømte bygningsværker i landet. Bygningen er tegnet af den spanske arkitekt Santiago Calatrava.
Det er placeret på i havnen i Santa Cruz de Tenerife. Bygningen og dens omgivelser er et ikon for De Kanariske Øer. Turister som for det meste ikke har nogen interesse i opera, tager til bygningen i tusindtal for at se den.